# NGTS-13
NGTS-13とは、地球から657パーセク離れた場所に存在する恒星である。NGTS-13の見かけの等級は12.7。NGTS-13は準巨星へ進化している段階である可能性がある。1つの太陽系外惑星、NGTS-13bが周囲を公転していることが次世代トランジットサーベイ（NGTS）によって発見された。
| 太陽 | NGTS-13   |
| ---- | --------- |
| 太陽 | Exoplanet |

## 惑星系
2021年1月12日、NGTS-13の周囲を公転している太陽系外惑星、NGTS-13bが存在することを公表する論文がarXivに投稿された。NGTS-13bはトランジット法で発見された。公転周期は約4.119日で、主星から約0.0549天文単位離れた位置を公転している。NGTS-13bは次世代トランジットサーベイ（NGTS）による観測で発見され、トランジット法を使用したTESSやドップラー分光法を使用したCORALIEによるフォローアップ観測が行われた。NGTS-13bの質量は木星質量の4倍を超える。
| 名称 （恒星に近い順） | 質量         | 軌道長半径 （天文単位） | 公転周期 (日)    | 軌道離心率  | 軌道傾斜角 | 半径           |
| --------------------- | ------------ | ----------------------- | ---------------- | ----------- | ---------- | -------------- |
| b                     | 4.84±0.44 MJ | 0.0549+0.0018 −0.0025   | 4.119027±2.3e-05 | 0.086±0.034 | 88.7±1.2°  | 1.142±0.046 RJ |